# 誓い (宇多田ヒカルの曲)
『誓い』(ちかい）は、宇多田ヒカルの7thアルバム『初恋』に収録された楽曲。英語詞バージョンは『Don't Think Twice』で、「誓い」とともに22ndシングル『Face My Fears』（2019年）に収録された。楽曲は、ゲームソフト『キングダム ハーツIII』のテーマソングに起用されている。

## 背景と制作
2018年2月10日午後6時、宇多田ヒカルが、ゲームソフト『キングダム ハーツ』シリーズの正統続編『キングダム ハーツIII』のテーマソング「誓い」を書き下ろしたことが発表された。これは、東京ディズニーリゾート(R)にてディズニーファン向けに開催されているイベント〈D23 Expo Japan 2018〉会場にてゲームの最新トレーラーとともに発表されたもの。また、本楽曲が宇多田の2018年の7thアルバムに収録されることも明かされた。
宇多田にテーマソングのオファーが入ったのは6thアルバム『Fantome』の発売から間もない頃だった。『Fantome』完成直後は本人曰く「抜け殻」状態だったが、いざ「誓い」を作り始めると、すぐに意欲的なモードに入ることができたという。宇多田と親交のあるSkrillexによると、2016年に一度宇多田から「誓い」のリミックスを頼まれていたという。しかし彼は「ジャジーなメロディがダンス・リミックスには向いていない」と判断し、新たな曲を一緒に作ることを宇多田に提案、それが「Face My Fears」の制作につながったとインタビューで語った。

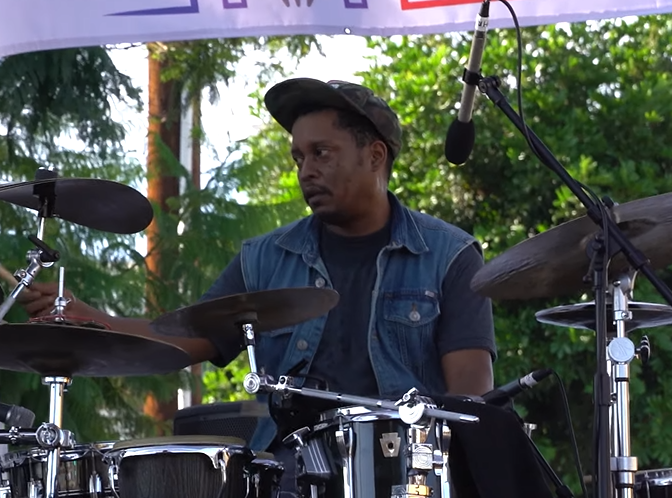
クリス・デイヴ（2019年）

「誓い」は、宇多田が、2018年の7thアルバム『初恋』で屋台骨を担うことになるドラマー・クリス・デイヴ (Chris Dave) と関わるきっかけとなった楽曲である。宇多田は完成したデモテープをミュージシャン仲間に聴かせたときに、「ドラムの遅れ気味のノリ方」に合うというクリスを薦められ、アメリカにいる彼に実際にオファーすることになった。セッションでは、宇多田によると、クリスは「デモのパターンを覚えるまで何度も聴いて再現し、（宇多田が)こだわっていたタメやアクセントの置き方も説明なしに自然に汲んでくれた」という。レコーディングとミキシングのエンジニアは前作『Fantome』に引き続きスティーヴ・フィッツモーリス (Steve Fiztmaurice) が担当。ボーカルレコディングは小森雅仁が手掛けている。ミュージシャンも、前作『Fantome』で参加したジョディ・ミリナー (Jodi Milliner) (ベース)、ベン・パーカー (Ben Parker) (ギター)、サイモン・ヘイル (Simon Hale) (ピアノ)らがレコーディングに加わった。なお、サイモンはストリングスの共同アレンジャーでもある。

## 音楽性
「誓い」は、恋人たちの切ない想いを歌うソウルフルなラブソング。また、8分の6拍子としても4分の4拍子としても聴くことができるという「ポリリズム」がリズムの面で取り入れられている。4分の4拍子のドラムにはスウィングがついているのも特色である。その中で、宇多田ヒカルは16分音符を意識して歌い、感情の揺れ動きを表現している。2番めのサビのあとに現れる〈たまに堪えられなくなる涙に…選択肢なんてもうとっくにない〉のパートでは、ワルツ的なリズムの上にストレートな16ビートをかぶせる変則的な譜割りが見られる。また、2番のサビ（2:03〜）とか3番のサビ（2:57〜）から印象的なコーラスが段々と増えており、宇多田はこの点をデモテープの段階から重要な点としていたという。本楽曲のボーカル・レコーディングでエンジニアを務めた小森雅仁は楽曲に関して、「そこまで熱心な音楽ファンではない方が聴いた時に、『いいな』と思えるキャッチーさがありつつ、マニアックな音楽リスナーやミュージシャンなど同業者が聴いても、『これはすごい』と思える深みがある非常に独創的な楽曲。」と語っている。宇多田本人は楽曲について次のように語った。

## 収録とプロモーション
「誓い」は、2018年6月27日に発売された宇多田ヒカルの7thアルバム『初恋』に収録された。その後、2019年1月に発売された宇多田ヒカルのCDシングル「Face My Fears」にも、英語詞バージョン「Don't Think Twice」とともに収録された。
2018年の9月に出演した『ミュージックステーションウルトラFES 2018』では、司会者タモリとの対談の収録前に「誓い」を歌唱した。

## チャート成績
「誓い」は、シングルとしてリリースされていないにもかかわらず、初動5日間で7,964DLを稼ぎ、7月9日付の「オリコン週間デジタルシングルランキング」で8位をマークした。また、「Billboard Japan Hot 100」では初登場51位にランクイン。米ビルボードでは、「ワールド デジタルソング セールス」にて最高位3位を獲得した。
| チャート (2018)                       | Peak position |
| ------------------------------------- | ------------- |
| Billboard Japan Hot 100               | 51            |
| Billboard Japan Download Songs        | 10            |
| オリコン週間デジタルシングル          | 8             |
| US Billboard World Digital Song Sales | 3             |

## クレジット
- Recorded by Steve Fitzmaurice at Air Studios and RAK Studios
- Vocals Recorded by Masahito Komori at Metropolis Studios
- Additional Engincering by Darren Heelis

- Hikaru Utada：All Vocals・Programming・String Arrangement
- Chris Dave：Drums
- Jodi Milliner：Electric Bass
- Ben Parker：Guitar Atmosphere
- Simon Hale：Acoustic Piano・Conductor・String Arrangement
- Darren Heelis, Steve Fitzmaurice：Additional Drum Programming
- Perry Montague-Mason：Strings Leader